# Лосины (Львовская область)
Лосины (укр. Лосини) — село в Рава-Русской городской общине Львовского района Львовской области Украины.
Население по переписи 2001 года составляло 23 человека. Занимает площадь 1,17 км². Почтовый индекс — 80321. Телефонный код — 3252.